# Бейард, Джеймс Эштон
Джеймс Эштон Бейард старший (англ. James Asheton Bayard Sr.; 28 июля 1767 — 6 августа 1815) — американский юрист, политический деятель, уроженец Уилмингтона, штат Делавэр. Один из лидеров Федералистской партии, конгрессмен и сенатор от штата Делавэр.

## Молодость. Семья
Бейард родился в Филадельфии (Пенсильвания), в семье доктора Джеймса Эшетна Бейарда и Энн Ходж. Бейарды были потомками сестры голландского колониального директора Питера Стейвесанта и переехали в поместье «Богемия» (Bohemia Manor), округ Сесил, Мэриленд, в 1698 году. Его родители умерли рано, и Джеймс-младший переехал жить к своему дяде, полковнику Джону Бабенхайму Бейарду в Филадельфию. В 1784 году он окончил Принстонский колледж, где изучал право под руководством генерала Джозефа Рида и Джареда Ингерсолла, был принят в коллегию адвокатов штата Делавэр в 1787 году и практиковал в г. Уилмингтоне. 11 февраля 1795 года Бейард женился на Анне (Нэнси) Бассетт, дочери богатого делавэрского адвоката и сенатора США Ричарда Бассетта. У них было шестеро детей: Ричард, Кэролайн, Джеймс-младший, Эдвард, Мэри и Генри М.. Семья проживала в Уилмингтоне.

## В Палате представителей США
В 1796 году Бейард был впервые избран в Палату представителей США и проработал там три срока, с 4 марта 1797 года по 3 марта 1803 года. За это время он получил известность как оратор и юрист-конституционалист и стал лидером партии в Палате представителей. Он особенно отличился в качестве одного из руководителей, назначенных в 1798 году для проведения процедуры импичмента в отношении Уильяма Блаунта, сенатора США из Теннесси. Блаунта обвинили в подстрекательстве индейцев крик и чероки, чтобы помочь англичанам забрать Новый Орлеан у испанцев. В то время как Палата представителей под руководством Бейарда подвергла Блаунта импичменту, в 1799 году Сенат США снял обвинения на том основании, что после его увольнения не могут быть предприняты никакие дальнейшие действия. Это создало важный прецедент на будущее в отношении ограничений на действия Конгресса США против его членов и бывших членов.
Бейард также сыграл важную роль в президентских выборах в США в 1800 году. В ситуации разделения голосов в Коллегии выборщиков поровну, группа федералистов во главе с Бейардом нашла выход из тупика, согласившись разрешить избрание Томаса Джефферсона Палатой представителей. Когда казалось, что федералисты собираются голосовать за Аарона Берра, Бейард, как полагают, последовал совету Александра Гамильтона и убедил своих коллег-федералистов воздержаться от голосования. Также считается, что именно он договорился с новым президентом Джефферсоном, чтобы тот воздержался от массового отстранения уже назначенных на различные посты федералистов. Молодой конгрессмен Бейард заручился поддержкой представителя Мэриленда Сэмюэла Смита, чтобы договориться с Джефферсоном о контроле со стороны федералистов таможенных управ Филадельфии и Уилмингтона. Хотя факт сделки никогда не был доказан, известно, что Джефферсон позволил уже назначенным федералистам сохранить должности.
Незадолго до того, как Джон Адамс покинул пост президента США, он использовал положения Закона о судебной власти 1801 года (англ. Judiciary Act of 1801), назначив в последний момент множество судей. Среди них был тесть Бейарда Ричард Бассетт. Уходящий в отставку с поста губернатора штата Делавэр Бассетт занял должность федерального судьи, но вскоре остался без работы, когда Джефферсон отменил действие закона. Сам Бейард отказался от назначения на пост посланника во Франции, предложенного ему в 1801 году президентом Адамсом.
Бейард был настолько эффективен в противостоянии администрации Джефферсона, что представители Демократическо-республиканской партии предприняли все усилия, чтобы предотвратить избрание Бейарда на четвёртый срок (1802). Сизар Август Родни, племянник президента Делавэра времен борьбы за независимость, Сизара Родни, обогнал Бейарда с перевесом в 15 голосов. Однако два года спустя, в 1804 году, результат оказался обратным, и Бейард победил Родни. В лучших традициях Делавэра, во всем остальном эти двое политиков сохраняли между собой дружеские отношения.

## В Сенате США
Несмотря на то, что в 1804 году Бейард был переизбран в Палату представителей, он так и не вернулся в Конгресс, потому что до начала срока полномочий 13 ноября 1804 года он был избран Генеральной Ассамблеей (законодательным органом) штата Делавэр в Сенат США, заполнив вакансию, вызванную отставкой Уильяма Уэллса. Он был переизбран в марте 1805 года и через шесть лет, в 1810 году, и прослужил вплоть до своей отставки 3 марта 1813 года.
По его собственному признанию, кто именно представлял Делавера (если это был федералист) имело небольшое значение, поскольку эта была партия меньшинства. Как и многие товарищи по партии, Бейард выступал против «войны мистера Мэдисона», так как иногда называлась война 1812—1815 гг., но, как и члены Демократическо-республиканской партии, он был возмущен действиями британцев в открытом море и признал необходимость действий со стороны США. По мере того, как вероятность войны возрастала, он призывал к осторожности, думая о недостаточной готовности военных и особенно об уязвимости побережья штата Делавэр. 17 июня 1812 года он был одним из 13 сенаторов, проголосовавших против объявления войны. Однако, как только она началась, он наряду со всеми федералистами штата Делавэр искренне поддержал свою страну, избежав тем самым клейма подозрений в измене, которое лежало на федералистах в Новой Англии.

## Представитель на мирных переговорах. Россия
Бейард стал единственным федералистом, назначенным в качестве одного из уполномоченных вести переговоры о мире и участвовал в заключении Гентского договора, уйдя в отставку со своего поста в Сенате.
Первоначально свое посредничество на англо-американских переговорах предложил в 1813 году российский император Александр I. В мае 1813 года Бейард вместе с другим представителем президента США Альбертом Галлатином отплыл в Санкт-Петербург, чтобы присоединиться в российской столице к американскому посланнику Джону К. Адамсу. Он пробыл там более полугода, но безрезультатно: переговоры при участии России были отвергнуты Лондоном, вместе с тем предложившим вести переговоры напрямую, что и произошло в Генте. Гентский договор был подписан в декабре 1814 года.
Безрезультатность пребывания в России наложила отпечаток на впечатления Бейарда, который писал в дневнике: «Наше положение в Санкт-Петербурге стало неприятным. [Высшее] общество не испытывает расположения к заурядным незнакомцам, и поскольку они знают, что наше пребывание здесь будет коротким, нет смысла даже пытаться подружиться с кем-нибудь. Это, к тому же, задача не из легких, поскольку русские столь же холодны, как и их климат в самое морозное время года». Вместе с тем у Бейарда сложилось исключительно благоприятное впечатление о личных качествах императора.
Впоследствии президент Джеймс Мэдисон предложил ему назначение на пост посланника в России, но Бейард отказался, полагая, как федералист, он вряд ли может представлять демократически-республиканскую администрацию.

## Кончина. Наследие
Проведя несколько месяцев в Европе, Бейард вернулся домой летом 1815 года. Во время поездки он тяжело заболел и прожил только через пять дней после своего возвращения в Уилмингтон. Первоначально Бейард был похоронен в поместье «Богемия». В 1842 году его останки были вывезены вместе с останками его свекра Ричарда Бассетта и перезахоронены на кладбище «Уилмингтон и Брендивайн» в Уилмингтоне.
В июле 1815 года Бейард был избран членом Американского антикварного общества.
Бейард — отец двух американских сенаторов, Ричарда Х. Бейарда и Джеймса А. Бейарда-младшего. Его внук — также сенатор Томас Ф. Бейярд-старший, а правнук — сенатор Томас Ф. Бейард-младший,
У Бейарда было несколько уважительных прозвищ: Шевалье (англ. The Chevalie), Голиаф своей партии (англ. the Goliath of his Party) и Первосвященник Конституции (англ.).